# 浜田由梨
浜田 由梨（はまだ ゆり、1991年5月4日 - ）は、日本の元グラビアアイドル、歌手。本名、非公開。
静岡県浜松市出身。

## 略歴
スカウトによって2009年にデビュー。イメージビデオを多数発表する傍ら、歌手としても積極的にライブ活動を行う。
寿エリカとこのはやみと結成した3人組アイドルユニットとして活動。
2013年、「日テレジェニック2013」に出場。99人の最終候補生の中から3位で16期生に選ばれる（候補生No.69）。
2019年10月5日、グラビアアイドルを卒業し、スターブリッジを退社することをTwitterで表明した。
2020年1月18日にラスト写真集『myself』を発売。同年3月7日を以ってスターブリッジを退社、芸能界を引退した。

## 人物
趣味は食べ歩き・アニメ。特技はメール早打ち・ボート操縦。弟が1人いる。
1歳上の中島早耶と仲が良く、ライブでも共演することが多い。また、アイドリング!!!の三宅ひとみとも交流が深い。

## 作品

### DVD
単独作
- 100％美少女 Vol.56 浜田由梨（日本メディアサプライ、2009年2月20日）
- スクペた。SP（Border Line、2009年4月11日）
- 100％美少女 Vol.61 浜田由梨 2（日本メディアサプライ、2009年6月19日）
- 純粋少女 〜奇跡の美少女〜（日本メディアサプライ、2009年8月28日）
- 究極乙女（Mediaforce、2009年11月20日）
- 浜田由梨のダイヤ（グラッソ、2010年1月22日）
- 可憐少女 -ダイヤ-（グラッソ、2010年3月26日）
- ゆりまにあ（ガールズセレクション、2010年5月23日）
- ひめごと。（日本メディアサプライ、2010年9月17日）
- ドキドキ！（ガールズセレクション、2011年2月26日）
- 恋少女#H（M.B.D. メディアブランド、2011年12月21日）（ブルーレイとの2枚組版も有）
- 100％美少女 petit（M.B.D. メディアブランド、2012年1月27日）
- ゆりぷりっ（BNS、2012年3月31日）
- 雪の国から（エアーコントロール、2012年7月25日）
- 南風（エアーコントロール、2012年9月25日）
- 晴れときどきライブ（M.B.D. メディアブランド、2012年12月21日）
- SとMの微笑（M.B.D. メディアブランド、2013年1月25日）
- Sign（アクアハウス、2013年2月28日）
- JOKER?（BNS、2013年5月30日）
- エアコン学院（エアーコントロール、2013年7月25日）
- 日テレジェニック 2013 浜田由梨（バップ、2013年11月27日）
- ユリの咲く頃（エアーコントロール、2014年2月25日）
- 危険な果実（エアーコントロール、2014年6月25日）
- ユリニック（エアーコントロール、2014年10月25日）
- ユリー・スパークス（ワニッチ、2015年1月1日）
- ユリニクル（イーネット・フロンティア、2015年6月24日）
- イケナイことしようよ（ウーノ 、2016年3月25日）（ブルーレイ版も有）
- バリで（エアーコントロール、2016年9月25日）
- ボクの彼女（エアーコントロール、2017年8月25日）
- 罵られながら足で踏まれたい動画 村上水軍×浜田由梨（エアーコントロール、2018年7月25日）
- ラストグラビア（エアーコントロール、2020年2月25日）

共演作
- 美少女たちのティーパーティー Vol.10（日本メディアサプライ、2009年5月15日） 共演：初海りか
- 純粋少女 〜新世代の純白美少女〜 浜田由梨＆かんのもも（日本メディアサプライ、2009年7月24日） - 共演：かんのもも
- 純粋少女 〜LOVE GIRLS KISS〜 青木衣沙＆浜田由梨（日本メディアサプライ、2009年9月25日） 共演：青木衣沙
- 究極乙女 石川優実 LOVES 浜田由梨（Mediaforce、2009年12月18日） 共演：石川優実
- CreamHD#01 W-YURI 浜田由梨＆柏木友梨（ワイレア出版、2010年5月7日） 共演：柏木友梨

オムニバス
- 競泳水着フェティシズム 22（日本メディアサプライ、2009年6月19日） 共演：他7名
- 競泳水着デジタルカタログ 4 feat. 浜田由梨（日本メディアサプライ、2009年10月16日） 共演：他5名
- コスプレバトル おしりペンペンタイム（Air control、2015年3月25日） 共演：他4名

### デジタルムービー
- HY＋ Story1（Air control×DMM.com、2012年4月6日配信）
- HY＋ Story2（Air control×DMM.com、2012年5月25日配信）
- HY＋ Story3（Air control×DMM.com、2012年6月15日配信）
- Saipan（Air control×DMM.com、2012年8月10日配信）
- 学院＋ ユリ（Air control×DMM.com、2013年11月8日配信）
- 浜田由梨＋ OL（Air control×DMM.com、2014年2月21日配信）
- 浜田由梨＋ OL2（Air control×DMM.com、2014年2月28日配信）
- オフィスラブ由梨＋（Air control×DMM.com、2014年3月20日配信）
- 浜田由梨A＋9（Air control×DMM.com、2014年12月25日配信）
- シンデレラブレイド・浜田由梨＋（Air control×DMM.com、2015年5月22日配信）

### VR
単独作
- apartment Days! 浜田由梨 トライアル版 (2018年7月6日、ファンタスティカ)
- apartment Days! 浜田由梨 act1 (2018年7月27日、ファンタスティカ)
- apartment Days! 浜田由梨 act2 (2018年8月3日、ファンタスティカ)
- 教室の空気 浜田由梨 act1 (2018年9月21日、ファンタスティカ)
- 教室の空気 浜田由梨 act2 (2018年10月19日、ファンタスティカ)
- バーチャルダイブ〜エスカレートするカノジョ、ナニも出来ないボク〜 (2018年12月28日、ファンタスティカ)
- バーチャルダイブ〜美人女医さんのせいで血圧がとんでもないことになってるけど病院の中だから倒れても大丈夫〜 (2019年1月11日、ファンタスティカ)
- バーチャルダイブ〜電車で出逢ったお姉さんは入社先のえっちな先輩だった〜 (2019年1月18日、ファンタスティカ)
- バーチャルダイブ〜これはアフターサービスなのか？熱心過ぎる優良メンズエステ店〜 (2019年1月25日、ファンタスティカ)
- バーチャルダイブ〜ボクと図書委員の甘酸っぱい青春の記憶〜 (2019年4月26日、ファンタスティカ)

共演作
- バーチャルダイブ〜将来イケオジになったらプールサイドで見たかった光景とシテもらいたかったコト〜 (2018年9月21日、ファンタスティカ)
- モテ期の晩餐〜温泉街のコンパニオン編〜 (2018年10月12日、ファンタスティカ)
- ご存知ですか？ビキニ居酒屋。 (2018年11月30日、ファンタスティカ)
- 露天風呂で独り占め。この景色も3人も。 (2018年12月7日、ファンタスティカ)

### シングル
- 願い☆（SBP、2012年3月31日発売）

## 出演

### テレビ
- 地元応援バラエティ このへん!!トラベラー（テレビ東京、2010年10月25日） - 新御徒町編
- ぐるぐるナインティナイン（日本テレビ、2011年1月） - 「かぶっちゃや〜YO!」アシスタントメイド
- 所さんの目がテン!（日本テレビ、2011年11月19日、2012年2月11日・12月22日、2013年3月23日）
- アイドルの穴2013 日テレジェニックを探せ!（日本テレビ、2013年7月6日 - 9月28日）
- 私生活むきだしバラエティ「キリウリ$アイドル」（東京MXテレビ、2014年5月28日 - 6月18日） - アシスタント
- アイドルの穴2014 日テレジェニックを探せ!（日本テレビ、2014年4月6日 - 6月22日） - アシスタント
- 営業の達人・浜田由梨 編（東京MXテレビ、2015年4月5日 - 6月28日） - レギュラー[10]

### テレビドラマ
- 月の恋人〜Moon Lovers〜（フジテレビ、2010年5月24日） - 第3話
- 心霊呪殺 死返し編（2017年8月12日 - 10月28日、CSエンタメ〜テレ☆シネドラバラエティ） - 椎名亜利沙役[11]

### ラジオ
- (｡╹・ω・╹｡)〜なんじゃ〜（レインボータウンFM、2013年）
- 火曜BEAST!!!! 2週目「浜田由梨2019年革命〜はまレボ〜」（レインボータウンFM、2014年 - ）

### イメージガール
- NAGOYAオートトレンド2013（ポートメッセなごや、2013年3月2日・3日）
- SHIZUOKAオートスタイル2013（ツインメッセ静岡、2013年4月27日・28日）
- 日テレジェニック2013

### 舞台
- PIRATES OF THE DESERT（シアターグリーン、2013年7月10日 - 15日） - 日替わりゲスト：カーラ 役
- PIRATES OF THE DESERT 2 〜アカツキ国の牢獄〜（シアターグリーン、2014年10月1日 - 5日） - モニール 役
- 舞台『東京喰種トーキョーグール』（AiiA 2.5 Theater Tokyo、2015年7月2日 - 8日／京都劇場、2015年7月18日 - 20日） - 神代利世 役
- あの子と遊んじゃいけません（LIVESTAGE hodgepodge、2016年12月14日 - 18日） - 麻里 役
- 鬼切丸伝 〜源平鬼絵巻〜（六行会ホール、2017年1月18日 - 22日） - 醜女尼僧 役
- ぴんすぽ！（六行会ホール、2017年6月8日 - 11日） - 真捩子夜代 役
- 『壁蝨』三越版（三越劇場、2017年8月30日）

### オリジナルビデオ
- 実録!! 恐怖の心霊スポット 浜田由梨＆涼本めぐみ（グラッソ、2014年6月3日）
- 心霊調査室 鬼やば！ 投稿された赤鬼映像の真実（十影堂エンターテイメント、2015年8月4日）
- 心霊食堂（オルスタックソフト販売、2015年8月28日）
- リアルお医者さまごっこ（オルスタックソフト販売、2015年10月30日）
- さらばあぶないデカオンナ（オルスタックソフト販売、2016年5月28日）

## 書籍

### 雑誌
- ホイップ（コアマガジン、2009年6月・7月号）
- クリーム（ワイレア出版、2009年6月・8月・10月・12月号、2010年1月・2月号）
- スコラ（スコラマガジン、2009年9月・10月号）
- ZUBA!（インフォレスト、2009年10月号）
- 決定版！XX（ミリオン出版、2009年10月号）
- ストリートシュガー（サン出版、2009年11月号） - 表紙
- ナックルズEX（ミリオン出版、2010年2月号）
- Bejean（ジーオーティー、2010年4月号）
- 週刊ファミ通（エンターブレイン）

### 写真集
- YURIMA（2010年5月24日、大洋図書、撮影：江森一明）ISBN 978-4813021216
- アイドルが行く職業制服FILE（2014年5月27日、一般財団法人雇用開発センター）ISBN 978-4904649077
- Eureka-ユリイカ-（2014年12月17日、双葉社、撮影：西條彰仁）ISBN 978-4575308051
- myself（2020年1月18日、竹書房、撮影：鈴木ゴータ）ISBN 978-4801921443